# Monocerellus montanus
Monocerellus montanus là một loài nhện trong họ Linyphiidae.
Loài này thuộc chi Monocerellus. Monocerellus montanus được Andrei V. Tanasevitch miêu tả năm 1983.